# Jesús Casas
Jesús Casas García (Madrid, 23 ottobre 1973) è un allenatore di calcio, dirigente sportivo ed ex calciatore spagnolo,.

## Carriera

### Giocatore
Tra il 1992 ed il 2003 ha giocato con vari club delle serie minori spagnole, principalmente tra la quarta e la quinta divisione.

### Allenatore
Ha iniziato la carriera da allenatore al Cadice, prima nelle giovanili del club e poi come vice allenatore della squadra riserve. Successivamente ha lavorato come vice ai dilettanti del Balón de Cádiz, di cui poi è anche diventato allenatore, per poi tornare alla squadra riserve del Cadice come allenatore. Nel 2009 è nello staff dell'Elbar e dal 2010 al 2017 è in quello del Barcellona , sempre nel 2017 è  nelle giovanili del Cadice.Nel 2018 ha lavorato come vice agli inglesi del Watford, per poi ricoprire per un quadriennio un ruolo analogo nella nazionale spagnola. Dal 2022 al 2025 allena la nazionale irachena, con cui nel 2023 prima vince la Coppa delle nazioni del Golfo e successivamente si qualifica per la Coppa d'Asia.

## Statistiche

### Statistiche da allenatore

#### Nazionale irachena
Statistiche aggiornate al 18 novembre 2023.
| Squadra | Naz             | dal             | al        | Record | Record | Record | Record     | Record | Record | Record | Record |
| G       | V               | N               | P         | GF     | GS     | DR     | % Vittorie |        |        |        |        |
| ------- | --------------- | --------------- | --------- | ------ | ------ | ------ | ---------- | ------ | ------ | ------ | ------ |
| Iraq    | Iraq (bandiera) | 5 novembre 2012 | in carica | 27     | 16     | 6      | 5          | 50     | 25     | +25    | 59,26  |

#### Nazionale irachena nel dettaglio
| gen. 2023      | Iraq        | Coppa delle nazioni del Golfo 2023 | Vincitore        | 5  | 4  | 1 | 0 | 80,00   | 12 | 3  | +9  |
| set. 2023      | Iraq        | King's Cup 2023                    | Vincitore        | 2  | 0  | 2 | 0 | &0,00   | 4  | 4  | +0  |
| 2023           | Iraq        | Qual. Mondiali 2026                | nel gruppo F     | 2  | 2  | 0 | 0 | 100,00& | 6  | 1  | +5  |
| 2024           | Iraq        | Qual. Mondiali 2026                | nel gruppo F     | 8  | 6  | 1 | 1 | 75,00   | 15 | 4  | +11 |
| gen.-feb. 2024 | Iraq        | Coppa d'Asia 2023                  | Ottavi di finale | 4  | 3  | 0 | 1 | 75,00   | 10 | 7  | +3  |
| Dal 2022       | Iraq        | Amichevoli                         |                  | 6  | 1  | 2 | 3 | 16,67   | 3  | 6  | -3  |
| Totale Iraq    | Totale Iraq | Totale Iraq                        | Totale Iraq      | 27 | 16 | 6 | 5 | 59,26   | 50 | 25 | +25 |

#### Panchine da commissario tecnico della nazionale irachena
| Cronologia completa delle presenze e delle reti in nazionale ― Iraq | Cronologia completa delle presenze e delle reti in nazionale ― Iraq | Cronologia completa delle presenze e delle reti in nazionale ― Iraq | Cronologia completa delle presenze e delle reti in nazionale ― Iraq | Cronologia completa delle presenze e delle reti in nazionale ― Iraq | Cronologia completa delle presenze e delle reti in nazionale ― Iraq | Cronologia completa delle presenze e delle reti in nazionale ― Iraq | Cronologia completa delle presenze e delle reti in nazionale ― Iraq |
| Data                                                                | Città                                                               | In casa                                                             | Risultato                                                           | Ospiti                                                              | Competizione                                                        | Reti                                                                | Note                                                                |
| ------------------------------------------------------------------- | ------------------------------------------------------------------- | ------------------------------------------------------------------- | ------------------------------------------------------------------- | ------------------------------------------------------------------- | ------------------------------------------------------------------- | ------------------------------------------------------------------- | ------------------------------------------------------------------- |
| 30-12-2022                                                          | Abu Dhabi                                                           | Iraq                                                                | 1 – 0                                                               | Kuwait                                                              | Amichevole                                                          | Ali Atiyah                                                          | Cap: J.Hasan                                                        |
| 6-1-2023                                                            | Bassora                                                             | Iraq                                                                | 0 – 0                                                               | Oman                                                                | Coppa delle nazioni del Golfo 2023 - 1º turno                       | -                                                                   | Cap: J.Hasan                                                        |
| 9-1-2023                                                            | Bassora                                                             | Arabia Saudita                                                      | 0 – 2                                                               | Iraq                                                                | Coppa delle Nazioni del Golfo 2023 - 1º turno                       | Ibrahim Bayesh Aso Rustom                                           | Cap: D.Ismail                                                       |
| 12-1-2023                                                           | Bassora                                                             | Iraq                                                                | 5 – 0                                                               | Yemen                                                               | Coppa delle Nazioni del Golfo 2023 - 1º turno                       | Mustafa Nadhim Amjad Attwan 2 Ayman Hussein 2 (rig.) Hussein Ali    | Cap: J.Hasan                                                        |
| 16-1-2023                                                           | Bassora                                                             | Iraq                                                                | 2 – 1                                                               | Qatar                                                               | Coppa delle Nazioni del Golfo 2023 - Semifinale                     | Ibrahim Bayesh Ayman Hussein                                        | Cap: J.Hasan                                                        |
| 19-1-2023                                                           | Bassora                                                             | Iraq                                                                | 3 – 2 dts                                                           | Oman                                                                | Coppa delle Nazioni del Golfo 2023 - Finale                         | Ibrahim Bayesh Amjad Attwan (rig.) Manaf Younis                     | Cap: J.Hasan                                                        |
| 26-3-2023                                                           | San Pietroburgo                                                     | Russia                                                              | 2 – 0                                                               | Iraq                                                                | Amichevole                                                          | -                                                                   | Cap: J.Hasan                                                        |
| 16-6-2023                                                           | Valencia                                                            | Colombia                                                            | 1 – 0                                                               | Iraq                                                                | Amichevole                                                          | -                                                                   | Cap: J.Hasan                                                        |
| 7-9-2023                                                            | Chiang Mai                                                          | Iraq                                                                | 2 – 2 (5 - 4 dtr)                                                   | India                                                               | King's Cup 2023 - Semifinale                                        | Ali Al-Hamadi (rig.) Ayman Hussein (rig.)                           | Cap: J.Hasan                                                        |
| 10-9-2023                                                           | Chiang Mai                                                          | Thailandia                                                          | 2 – 2 (4 - 5 dtr)                                                   | Iraq                                                                | King's Cup 2023 - Finale                                            | Ayman Hussein Amjad Attwan                                          |                                                                     |
| 13-10-2023                                                          | Amman                                                               | Iraq                                                                | 0 – 0 dts (5 - 6 dtr)                                               | Qatar                                                               | Amichevole                                                          | -                                                                   | Cap: A.Adnan                                                        |
| 17-10-2023                                                          | Amman                                                               | Giordania                                                           | 2 – 2 (3 - 5 dtr)                                                   | Iraq                                                                | Amichevole                                                          | Ayman Hussein Ali Al-Hamadi                                         | Cap: A.Adnan                                                        |
| 16-11-2023                                                          | Basra                                                               | Iraq                                                                | 5 – 1                                                               | Indonesia                                                           | Qual. Mondiali 2026                                                 | Bashar Resan autorete Osama Rashid Youssef Amyn Ali Al-Hamadi       | Cap: J.Hasan                                                        |
| 21-11-2023                                                          | Hanoi                                                               | Vietnam                                                             | 0 – 1                                                               | Iraq                                                                | Qual. Mondiali 2026                                                 | Mohanad Ali                                                         | Cap: J.Hasan                                                        |
| 6-1-2024                                                            | Abu Dhabi                                                           | Iraq                                                                | 0 – 1                                                               | Corea del Sud                                                       | Amichevole                                                          | -                                                                   | Cap: J.Hasan                                                        |
| 15-1-2024                                                           | Al Rayyan                                                           | Indonesia                                                           | 1 – 3                                                               | Iraq                                                                | Coppa d'Asia 2023 - 1º turno                                        | Mohanad Ali Osama Rashid Ayman Hussein                              | Cap: J.Hasan                                                        |
| 19-1-2024                                                           | Al Rayyan                                                           | Iraq                                                                | 2 – 1                                                               | Giappone                                                            | Coppa d'Asia 2023 - 1º turno                                        | 2 Ayman Hussein                                                     | Cap: J.Hasan                                                        |
| 24-1-2024                                                           | Doha                                                                | Iraq                                                                | 3 – 2                                                               | Vietnam                                                             | Coppa d'Asia 2023 - 1º turno                                        | Rebin Sulaka 2 Ayman Hussein 1 (rig.)                               | Cap: B.Resan                                                        |
| 29-1-2024                                                           | Doha                                                                | Iraq                                                                | 2 – 3                                                               | Giordania                                                           | Coppa d'Asia 2023 - Ottavi di finale                                | Saad Natiq Ayman Hussein                                            | Cap: J.Hasan                                                        |
| 21-3-2024                                                           | Basra                                                               | Iraq                                                                | 1 – 0                                                               | Filippine                                                           | Qual. Mondiali 2026                                                 | Mohanad Ali                                                         | Cap: J.Hasan                                                        |
| 26-3-2024                                                           | Manila                                                              | Filippine                                                           | 0 – 5                                                               | Iraq                                                                | Qual. Mondiali 2026                                                 | 2 Ayman Hussein 1 (rig.) Amir Al-Ammari Zidane Iqbal Zaid Tahseen   | Cap: J.Hasan                                                        |
| 6-6-2024                                                            | Jakarta                                                             | Indonesia                                                           | 0 – 2                                                               | Iraq                                                                | Qual. Mondiali 2026                                                 | Ayman Hussein (rig.) Ali Jasim                                      | Cap: J.Hasan                                                        |
| 11-6-2024                                                           | Basra                                                               | Iraq                                                                | 3 – 1                                                               | Vietnam                                                             | Qual. Mondiali 2026                                                 | Hussein Ali Ali Jasim Ayman Hussein                                 | Cap: J.Hasan                                                        |
| 5-9-2024                                                            | Basra                                                               | Iraq                                                                | 1 – 0                                                               | Oman                                                                | Qual. Mondiali 2026                                                 | Ayman Hussein                                                       | Cap: J.Hasan                                                        |
| 10-9-2024                                                           | Kuwait                                                              | Kuwait                                                              | 0 – 0                                                               | Iraq                                                                | Qual. Mondiali 2026                                                 | -                                                                   | Cap: J.Hasan                                                        |
| 10-10-2024                                                          | Basra                                                               | Iraq                                                                | 1 – 0                                                               | Palestina                                                           | Qual. Mondiali 2026                                                 | Ayman Hussein                                                       | Cap: J.Hasan                                                        |
| 15-10-2024                                                          | Seul                                                                | Corea del Sud                                                       | 3 – 2                                                               | Iraq                                                                | Qual. Mondiali 2026                                                 | Ayman Hussein Ibrahim Bayesh                                        | Cap: J.Hasan                                                        |
| Totale                                                              |                                                                     | Presenze                                                            | 27                                                                  |                                                                     | Reti                                                                | 50                                                                  |                                                                     |

## Palmarès

### Allenatore
- Coppa delle nazioni del Golfo: 1

Iraq: 2023